# Функція fusc
Функція fusc - це цілочислова функція на множині натуральних чисел, яку Е. Дейкстра визначив так:
{\displaystyle \operatorname {fusc} (k)={\begin{cases}1,&k=1;\\\operatorname {fusc} (n),&k=2n,n\in \mathbb {N} ;\\\operatorname {fusc} (n)+\operatorname {fusc} (n+1),&k=2n+1,n\in \mathbb {N} .\end{cases}}}
Послідовність, яку генерує ця функція, має вигляд
1, 1, 2, 1, 3, 2, 3, 1, 4, 3, 5, 2, 5, 3, 4, …
Це діатомічна послідовність Штерна (послідовність A002487 з Онлайн енциклопедії послідовностей цілих чисел, OEIS). Функція {\displaystyle \operatorname {fusc} } пов'язана з послідовністю Калкіна — Вілфа, а саме {\displaystyle n}-й член послідовності Калкіна — Вілфа дорівнює {\displaystyle \operatorname {fusc} (n)/\operatorname {fusc} (n+1)}, а відповідність
{\displaystyle n\mapsto {\frac {\operatorname {fusc} (n)}{\operatorname {fusc} (n+1)}},\quad n=1,2,3,\dots }
є взаємно однозначною відповідністю між множиною натуральних чисел і множиною додатних раціональних чисел.

## Властивості
Нехай {\displaystyle f_{1}=\operatorname {fusc} (n_{1})} і {\displaystyle f_{2}=\operatorname {fusc} (n_{2})}, тоді:
- якщо існує {\displaystyle N} таке, що {\displaystyle n_{1}+n_{2}=2^{N}}, то {\displaystyle f_{1}} і {\displaystyle f_{2}} взаємно прості;
- якщо {\displaystyle f_{1}} і {\displaystyle f_{2}} взаємно прості, то існують {\displaystyle n_{1}}, {\displaystyle n_{2}} і {\displaystyle N} такі, що {\displaystyle n_{1}+n_{2}=2^{N}}.

Значення функції не зміниться, якщо в двійковому поданні аргументу інвертувати всі внутрішні цифри. Наприклад, {\displaystyle \operatorname {fusc} (19)=\operatorname {fusc} (29)}, оскільки 1910 = 100112 і 2910 = 111012.
Значення функції також не зміниться, якщо в двійковому поданні аргументу записати всі цифри в зворотному порядку. Наприклад, {\displaystyle \operatorname {fusc} (19)=\operatorname {fusc} (25)}, оскільки 1910 = 100112 і 2510 = 110012.
Значення {\displaystyle \operatorname {fusc} (n)} парне тоді і тільки тоді, коли {\displaystyle n} ділиться на 3.
Функція має властивості
{\displaystyle \operatorname {fusc} (2^{n})=1,}
{\displaystyle \operatorname {fusc} (3\cdot 2^{n})=2.}
Значення {\displaystyle \operatorname {fusc} (n)} дорівнює кількості всіх непарних чисел Стірлінга другого роду вигляду {\displaystyle S_{2}(n+1,2r+1)}, а {\displaystyle \operatorname {fusc} (n+1)} дорівнює кількості всіх непарних біноміальних коефіцієнтів вигляду {\displaystyle {\binom {n-r}{r}}}, де {\displaystyle 0\leqslant 2r<n}.

## Обчислення
Крім рекурсивного обчислення функції {\displaystyle \operatorname {fusc} } за визначенням, існує простий ітеративний алгоритм:
fusc(N):
  n, a, b = N, 1, 0
  поки n ≠ 0:
    якщо n парне:
      a, n = a + b, n / 2
    якщо n непарне:
      b, n = a + b, (n - 1) / 2
  fusc(N) = b